# Ђула Хајсан
Ђула Хајсан (мађ. Hajszán Gyula; Шопрон, 9. октобар 1961) био је мађарски фудбалер који је играо на позицији нападача. Био је учесник Светског првенства у Мексику 1986. године.

## Каријера

### Клуб
Хајсан је своју фудбалску каријеру започео у Ујкерењу. Године 1976. још као јуниор, ступио је у Сомбатхељ Халадашу, где је узрастом од 16 година заиграо за први тим на припремним и куп утакмицама. Након тога, провео је годину дана на позајмици у ФК Шопрон. Касније је постао стални члан Раба ЕТО. Од 1981. до 1986. био је део најуспешнијег тима у историји Ђера, освојивши два шампионата, једном био други и једном трећи на првенственој табели. Играо је за немачке клубове МСВ Дуизбург и Тенис Борусију из Берлина између 1989. и 1993. После тога се вратио у Ђер, где је завршио активну фудбалску каријеру 1996. године.

### Репрезентација
Хајсан је имао 37 наступа за репрезентацију Мађарске у периоду од 1982. до 1989. године, током којих је постигао 4 гола. Био је део тима на Светском првенству у Мексику 1986. године.

### Тренер
После пензионисања, постао је тренер у ЕТО-у. Најпре је радио са омладинском селекцијом, а потом, од 2002. до 2007. године, са омладинском и јуниорском селекцијом. Од 2007. године, он је главни тренер у Ђеровенихази.

## Достигнућа
Хонвед
- Прва лига Мађарске у фудбалу: 
  - шампион: 1981/82, 1982/83
- Куп Мађарске у фудбалу: 
  - финалиста: 1983/84
- Про Урбе, Ђер (1983)